# Моанда (аэропорт)
Международный аэропорт Моанда (фр. Aéroport de Muanda) (ИАТА: MNB, ИКАО: FZAG) — небольшой аэропорт, расположенный на побережье Атлантического океана к юго-западу от одноименного города Моанда, провинция Центральное Конго, на западе Демократической Республики Конго. Юго-западный подход и выход по воде, взлетно-посадочная полоса находится в черте города и начинается в 600 метрах от побережья. Самое высокая точка в этом районе находится на высоте 114 метров и находится в 6,3 км к северо-востоку от Моанды. База Китона RMA (обозначение: KIT) расположена в 4,0 морских милях (7,4 км) к востоку от аэропорта.